# Plotheia rufofascia
Plotheia rufofascia är en fjärilsart som beskrevs av Embrik Strand 1917. Plotheia rufofascia ingår i släktet Plotheia och familjen trågspinnare. Inga underarter finns listade i Catalogue of Life.